# Полимиксины

Полимиксин B (R=H — Полимиксин B1, R=CH_{3} — Полимиксин B2)

Полимиксины — группа антибиотиков, осуществляющих нарушение цитоплазматической мембраны и обладающих узким спектром активности против грамотрицательной флоры. По химическому составу — это сложные органические соединения, основой которых является полипептид. Естественный продуцент: Bacillus polymyxa и некоторые другие. Основное клиническое значение имеет активность полимиксинов в отношении P. aeruginosa.
По химической природе это полиеновые соединения, включающие остатки полипептидов. В обычных дозах препараты этой группы действуют бактериостатически, в высоких концентрациях — оказывают бактерицидное действие.
Из препаратов в основном применяются полимиксин В и полимиксин М. Обладают выраженной нефро- и нейротоксичностью .
Полимиксин В ототоксичен (может ухудшать слух).

Колистин (Полимиксин E)

В ноябре 2015 года появились сообщения об обнаружении плазмиды, содержащей ген устойчивости mcr-1 к Полимиксину Е (Colistin).